# Zaporozje-kosakkernes brev til den tyrkiske sultan
Zaporog-kosakker skriver brev til den tyrkiske sultan (russisk: Запорожцы пишут письмо турецкому султану) er et historiemaleri af den russiske kunstner Ilja Repin malt 1880–1891. Det måler 2,03 m x 3,58 m. Alexander 3. købte maleriet for 35.000 rubler. Det er sig på Det russiske museum i Sankt Petersborg.

## Historisk sammenhæng
Maleriet skildrer de ukrainske zaporogkosakkers ataman Ivan Serko, der i år 1676 skriver et brev til den tyrkiske sultan Mehmed 4. som svar på dennes krav om kosakkernes underkastelse. Originalbrevet er ikke bevaret, men fra afskrifter ved man, at det var hånligt og forulempende. I brevet havde sultanen slået på sine mange fine titler som "solens og månens broder, Guds ætling og statholder, hersker over det makedonske, babylonske, jerusalemske og ægyptiske rige" og så videre. Svaret er et genmæle.

## Ordlyden af svarbrevet
En version lyder
"Zaporogkosakkerne til den tyrkiske sultan.
Din tyrkiske Satan! Den forbandede Djævelens broder og kammerat, selve Lucifers sekretær! Hvad er du for en helvedesridder som end ikke kan dræbe et pindsvin med din nøgne rumpe? Din armé sluger hvad selv Djævelen spytter ud. Du er ikke værdig til at have kristne folk under dig. Vi frygter ikke din hær, og til lands og til søs skal vi slås mod dig. Knep din mor! Du, din babylonske køkkendreng, makedoniske tøndebinder, brygger fra Jerusalem, gedeknægt fra Alexandria, Store og Lille Egyptens svinehyrde, armenske galt, tatariske vædder, skurk fra Podolien, Kamieniecs slagterdreng, verdens og underjordens tåbe, dertil en dåre for Gud, Djævelens ætling, kramperne i vort lem, svinetryne, hesterumpe, rødhårede hund, udøbte kranium, måtte den onde tage dig!
Således svarer kosakkerne dig, din hedning. Du kommer end ikke at få lov til at vogte kristne svin. Nu må vi slutte. Vi ved ikke hvilket dato, det er, efter som vi ikke har nogen kalender. Månen er på himmelen, året i bogen og for resten samme dag hos os som hos dig. Derfor: kys vor røv!
Konsjevoj ataman Ivan Serko med hele sin zaporogiske hær."

## Den anden udgave
Mens han arbejdede på det originale maleri, begyndte Repin i 1889 at lave en anden udgave, der imidlertid aldrig blev helt færdig. Denne anden udgave skulle være mere historisk autentisk. Det hænger på Kharkov Kunstmuseum, hvortil det kom fra Kharkovs Historiske Museum i 1935.

## Udkast og detaljer
- Skitse fra 1878
- Skitse fra 1878
- Skitse fra 1878
- Skitse fra 1878

- Skitse fra 1880 
(56 × 31 cm).
- Skitse fra 1884. 
(49 × 41,5 cm).
- Skitse fra 1889. 
(68,5 × 82 cm).

## Gengivelse på frimærker
Maleriet er blevet gengivet på to sovjetiske frimærker, et sort-hvidt tryk i 1942 og et farvetrykt i 1969.